# Roze mestschijfje
Het roze mestschijfje (Iodophanus carneus) is een schimmel behorend tot de familie Pezizaceae. Het leeft saprotroof, op mest van verschillende diersoorten (koe, paard, schaap, konijn). Naast uitwerpselen van dieren is het ook bekend dat het voorkomt op rottend plantaardig materiaal, aarde, natte vodden en verbrande grond.

## Kenmerken
Vruchtlichamen zijn knop- tot vlak kussenvormig en hebben een diameter van 1 tot 2 mm. De binnenkant is ruw, vleeskleurig roze tot waterig oranje. De buitenkant is vleeskleurig tot waterig oranje.
De ascus is over het algemeen clavaat en amyloïde (kleuren blauw in Melzers). De ascosporen zijn ellipsvormig tot spoelvormig, voorzien van een fijne wratachtige gerimpelde sporenwand en meten 15-20 × 7,5-10,5 µm. De parafysen hebben talrijke kleine druppels.

## Verspreiding
In Nederland komt het roze mestschijfje vrij algemeen voor. Het staat op de rode lijst in de categorie 'Kwetsbaar'.

## Foto's

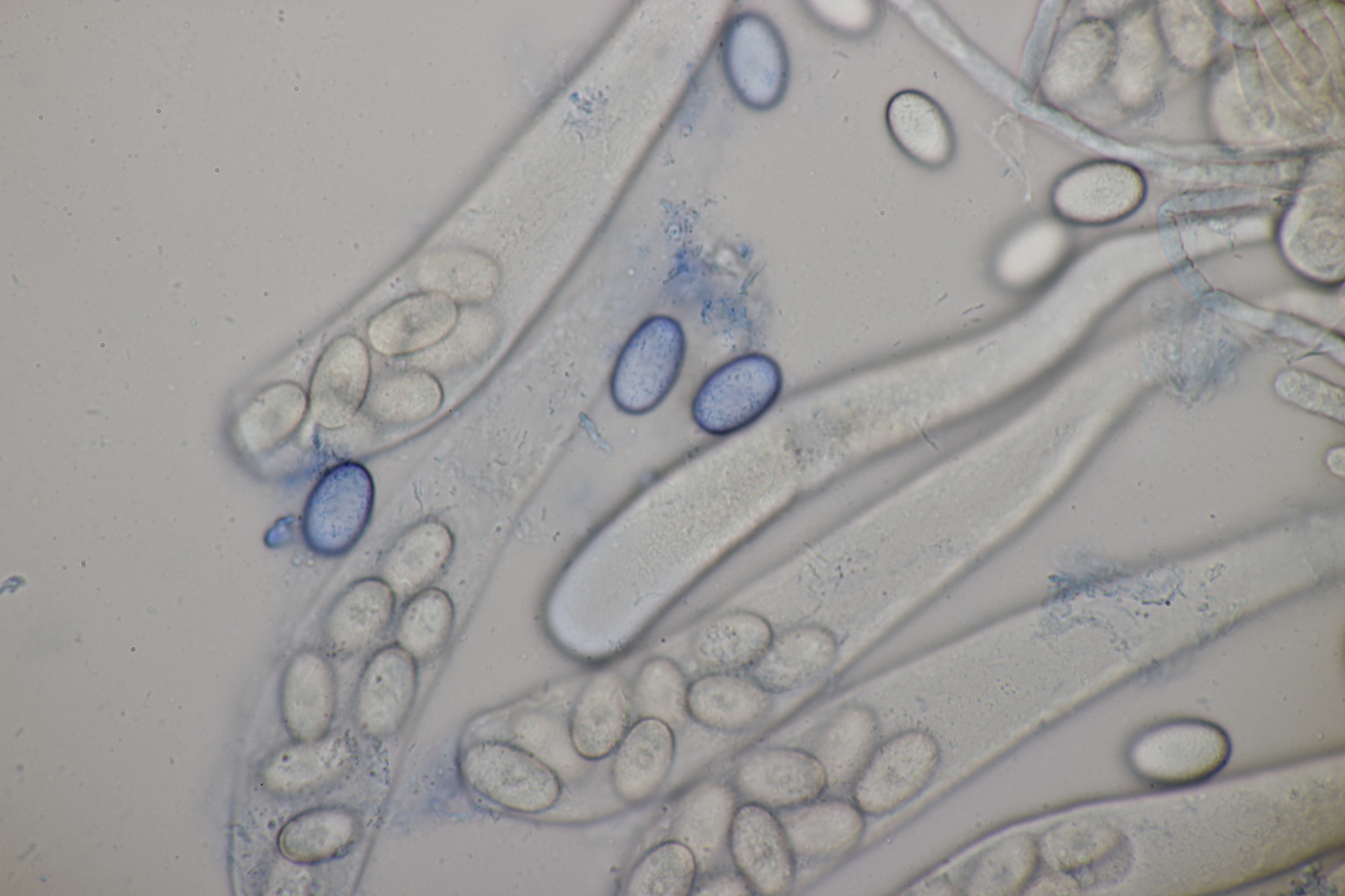
Asci met wrattige sproren
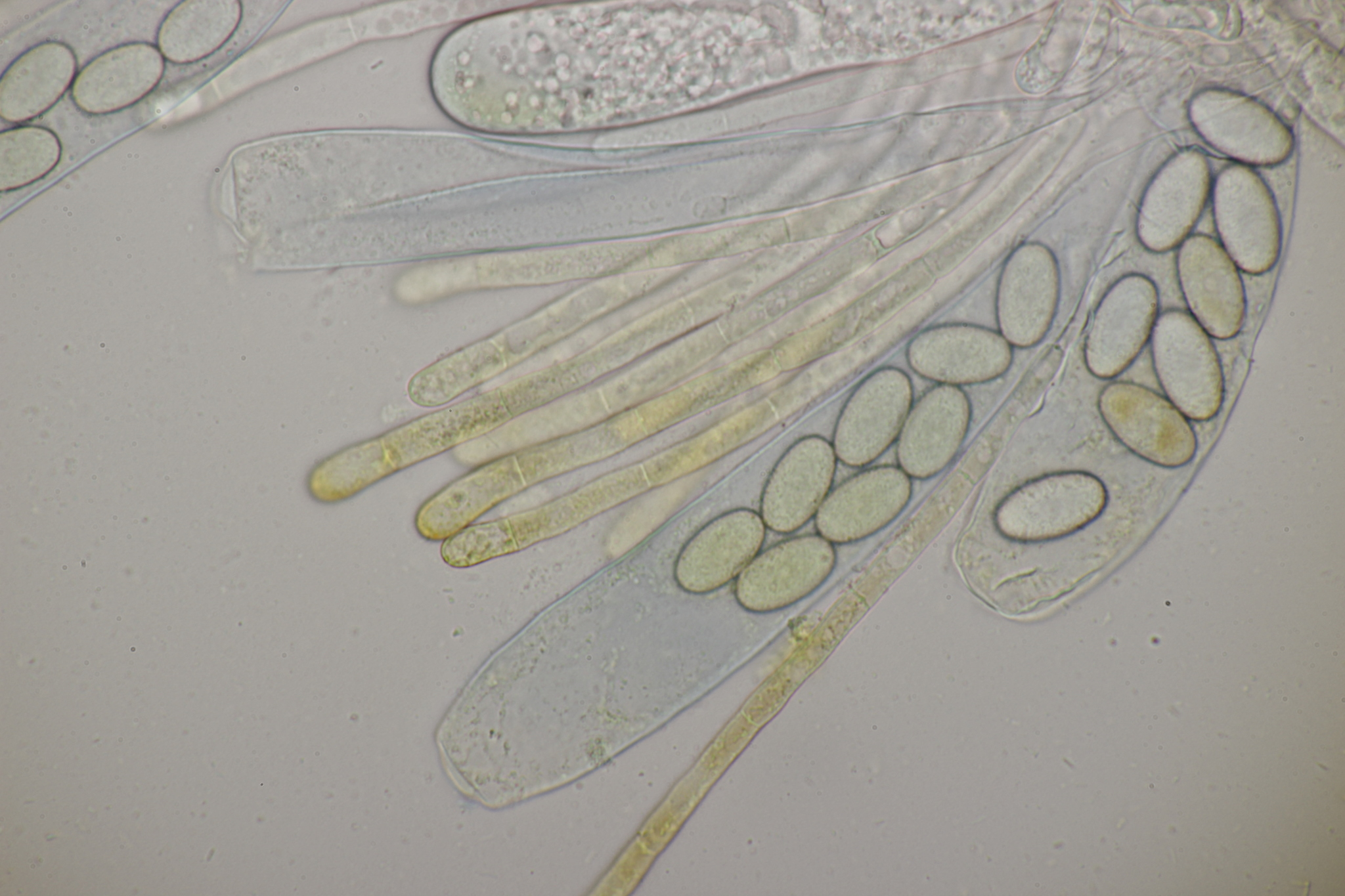
Asci met sporen en parafysen